# Mel Harris

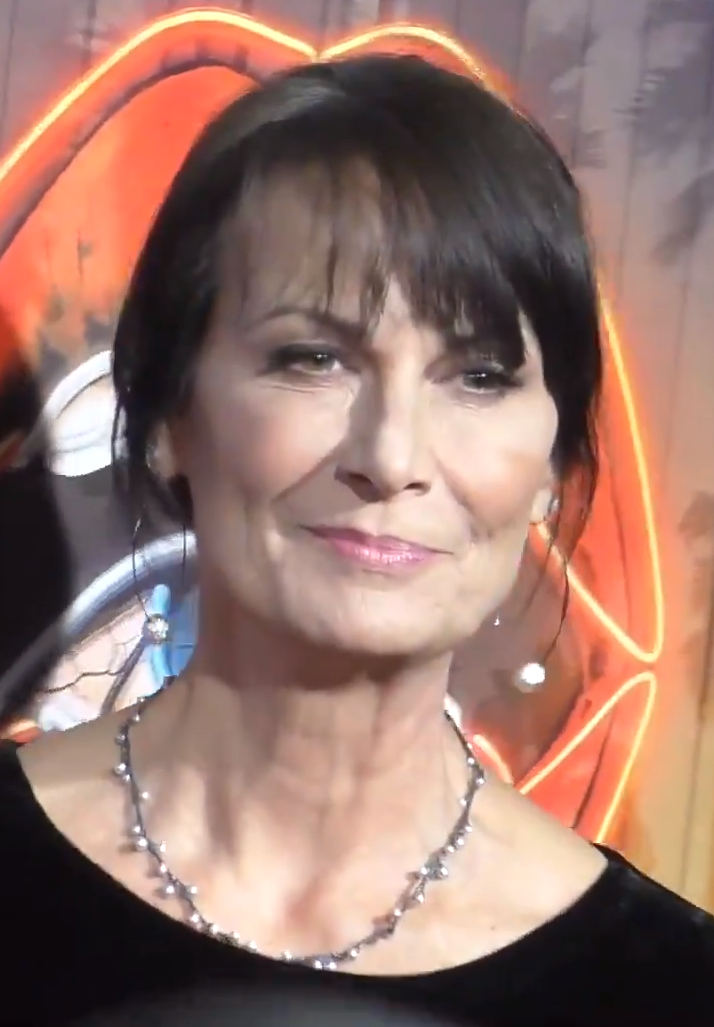
Mel Harris 2016

Mary Ellen „Mel“ Harris (* 12. Juli 1956 in Bethlehem, Pennsylvania) ist eine US-amerikanische Schauspielerin.

## Leben und Karriere
Harris absolvierte 1974 die New Brunswick High School.
Nach ihrem Debüt in der Folge einer Fernsehserie spielte Harris in dem Thriller Gesucht – Tot oder lebendig (1987) neben Rutger Hauer. Von 1987 bis 1991 spielte sie in der Fernsehserie Die besten Jahre die weibliche Hauptrolle der Hope Murdoch Steadman, für die sie 1990 für einen Golden Globe nominiert war. In der Kriminalkomödie Mein Partner mit der kalten Schnauze (1989) mimte sie die Tracy, die Freundin von Mike Dooley, den James Belushi verkörperte. Auch in dem Fernsehfilm Unerfüllte Liebe (1989) spielte sie neben John Ritter eine der Hauptrollen. In dem Thriller Mein Bruder Kain (1992) von Brian De Palma trat sie neben John Lithgow und Lolita Davidovich auf. In dem Filmdrama Wind Dancer (1993) und dem Thriller Distant Cousins (1993) übernahm sie jeweils die Hauptrolle. Zwischen 1996 und 1998 spielte sie die Hauptrolle in der Fernsehserie Something So Right.  In dem Thriller Explosiv – Der Tod wartet nicht (2002) übernahm sie neben Daniel Baldwin ebenfalls die Hauptrolle. 2002 und 2005 spielte Mel Harris neben Richard Dean Anderson, Amanda Tapping, Michael Shanks und Christopher Judge in der Fernsehserie Stargate – Kommando SG-1 in mehreren Folgen die Rolle der Oma Desala, die als „aufgestiegenes Wesen“ anderen nach dem Tode zum Aufstieg in eine höhere Existenz verhilft.
Die Zeitschrift Harper’s Bazaar zählte Harris 1989 zu den zehn schönsten Frauen Amerikas (America’s 10 Most Beautiful Women).
Harris heiratete insgesamt fünfmal, zuletzt 2001 Michael Toomey. Aus ihrer Ehe mit David Hume Kennerly hat sie einen Sohn (* 1984), aus der mit Cotter Smith eine Tochter (* 1990).

## Filmografie (Auswahl)
- 1987: Gesucht – Tot oder lebendig (Wanted: Dead or Alive)
- 1987–1991: Die besten Jahre (Thirtysomething, Fernsehserie, 83 Folgen)
- 1988: Cameron (Cameron's Closet)
- 1989: Mein Partner mit der kalten Schnauze (K-9)
- 1989: Unerfüllte Liebe (My Brother’s Wife)
- 1992: Mein Bruder Kain (Raising Cain)
- 1992: Als Baby mißbraucht (Child of Rage)
- 1992: Unter der Last der Beweise (The Burden of Proof)
- 1993: Wind Dancer
- 1993: Distant Cousins
- 1994: Der Pagemaster – Richies fantastische Reise (The Pagemaster)
- 1995: Willkommen im Paradies (The Women of Spring Break, Fernsehfilm)
- 1999: Sonic Blast – Showdown in den Wolken (Sonic Impact)
- 2001: Out of Time – Der tödliche Auftrag (Firetrap)
- 2002: Explosiv – Der Tod wartet nicht (Dynamite)
- 2002, 2005: Stargate – Kommando SG-1 (Stargate SG-1, Fernsehserie, 3 Folgen)
- 2003: Hangman’s Curse – Der Fluch des Henkers (Hangman’s Curse)
- 2005: Purple Heart
- 2006: Criminal Minds (Fernsehserie, Folge 2x11)
- 2007: Saints & Sinners (Fernsehserie, 61 Folgen)
- 2013–2014: Law & Order: Special Victims Unit (Fernsehserie, 2 Folgen)
- 2016: Shut Eye (Fernsehserie, 9 Folgen)
- 2017–2018: Imposters (Fernsehserie, 5 Folgen)
- 2020: King of Knives